# François Fosca
François Fosca (* 30. August 1881 in Paris als Georges-Albert-Edouard de Traz; † 9. März 1980 in Genf) war ein Schweizer Maler, Illustrator, Schriftsteller und Autor.

## Leben
Georges-Albert-Edouard de Traz wurde 1881 als Sohn des Ingenieurs Edouard de Traz und der Madeleine (geb. Gaume) geboren. Sein Bruder war der Schriftsteller Robert de Traz. Fosca genoss keine systematische Ausbildung, sondern bildete sich autodidaktisch in Ateliers in Paris und Italien fort und kopierte venezianische Meister und El Greco im Louvre und in den Museen Roms und Venedigs. Zwischen 1904 und 1910 war er als Maler und Illustrator für die Zeitschrift „La Voile latine“ tätig. Für die Kirche St-Paul im Genfer Viertel Grange-Canal schuf er Szenen aus der Apostelgeschichte und den Evangelien.
Ab 1923 begann er, schriftstellerisch zu arbeiten und veröffentlichte unter dem Pseudonym François Fosca Monsieur Quatorze. In den folgenden Jahren erschienen La Berlue (1925), Les Dames de Boisbrulon (1926), Derechef (1927) und einige Kriminalromane, die unter dem Pseudonym Peter Coram veröffentlicht wurden.
Ab den 1940er Jahren wandte sich Fosca der Kunstgeschichte zu und unterrichtete von 1944 bis 1953 an der Ecole d’Architecture und an der Ecole des Beaux-Arts in Genf. Er verfasste zahlreiche Monografien über Kunstmaler, aber auch Übersichtswerke über die Schweizer Malerei (Histoire de la peinture suisse, 1945; La Montagne et les peintres, 1960).

## Auszeichnungen
Die Académie française verlieh Fosca 1934 den Prix Charles-Blanc für sein Werk Daumier.

## Werke (Auswahl)
Viele Werke von Fosca erschienen auch auf Deutsch, darunter Biografien zu Pierre-Auguste Renoir und Edgar Degas, sowie Malerei des Abendlandes und Geschichte der Malerei, die er mit Pierre d’Espezel schrieb. Weitere Veröffentlichungen sind:
- Monsieur Quatorze. Grasset, Paris 1923
- La Berlue. Divan, 1925
- Les Dames de Boisbrûlon. Kra, 1926
- Derechef. Kra, 1927
- L’Amour forcé. Au Sans Pareil, 1923
- C’était hier l’été. Plon, 1933.
- Histoire et technique du roman policier. Nouvelle Revue Critique, 1937
- C'est au mort à parler. Simon, 1939
- La boîte de cèdre. De la Frégate, 1943
- La Peinture suisse au dix-neuvième siecle. Les Editions Holbein, Basel 1943
- Du côté de chez Fyt. Utiles, 1944
- L’homme qui tua Napoléon. Utiles, 1944
- À tâtons... Utiles, 1944
- Die Dose aus Zedernholz. Kriminalroman. Übersetzung von Werner Johannes Guggenheim, Walter Verlag, Olten 1946
- Goya: Neuf Reproductions en couleurs. Les Editions Holbein, Basel 1947
- La Corde pour le pendre. Albin Michel, 1948

### Unter dem Pseudonym Peter Coram
- La femme décapitée. Nouvelle revue critique, 1937
- Séquence de meurtres. Nouvelle revue critique, 1937
- L’affaire Mercator. Nouvelle revue critique, 1938
- C’est au mort à parler. R. Simon, 1939
- Ces messieurs de la famille. Utiles, 1944
- La corde pour le pendre. Albin Michel, 1948.